# Fakulta sociálních věd Univerzity Karlovy
Fakulta sociálních věd je druhou nejmladší ze sedmnácti fakult Univerzity Karlovy. Sídlí v klasicistní budově Hollaru na Smetanově nábřeží v Praze 1.

## Historie
Fakulta sociálních věd byla ustavena 1. června 1990. V první fázi své existence se snažila navázat na tradici někdejší Fakulty sociálních věd a publicistiky (FSVP), která v roce 1968 nahradila Fakultu osvěty a novinářství UK (FON). Již v roce 1956 byla v rámci Filosofické fakulty Univerzity Karlovy ustavena katedra novinářství. Katedra žurnalistiky se stala od roku 1960 součástí „Institutu osvěty a novinářství“ jako samostatná fakulta v rámci Univerzity Karlovy, od roku 1965 pak existovala samostatně pod názvem Fakulta osvěty a novinářství UK. Prvním děkanem této nové fakulty se stal spisovatel Jiří Marek. Zmíněný institut po roce 1963 našel své sídlo – stejně, jako pozdější FON a FSVP – v historickém Buquoyském domě v areálu Karolina se vstupem z Celetné ulice (čp. 562/20).

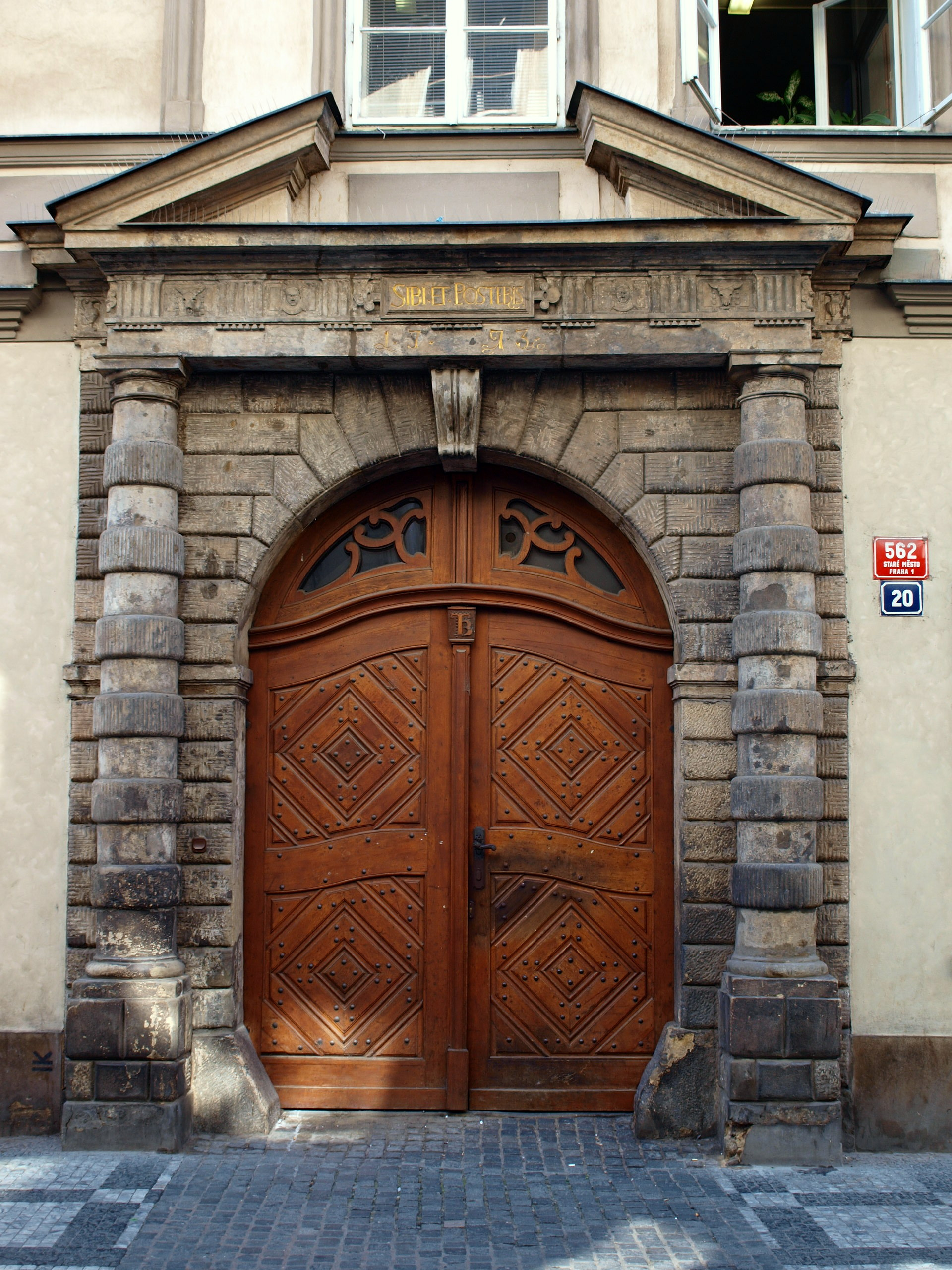
Portál vstupu do Buquoyského domu z Celetné ulice, který byl sídlem Fakulty sociálních věd a publicistiky UK mezi roky 1968 a 1972

V roce 1972 byla Fakulta sociálních věd a publicistiky UK přejmenována na Fakultu žurnalistiky Univerzity Karlovy a její náplň byla transformována v duchu probíhající normalizace. Součástí těchto změn byly i čistky mezi pedagogy a prověrky politického smýšlení studentů publicistiky.
U vzniku Fakulty sociálních věd UK stáli zástupci bývalé Fakulty žurnalistiky, ze které FSV vzešla – Barbara Köpplová, Jan Jirák, Miloslav Petrusek, Rudolf Kučera, Milan Šmíd, Jiří Hlaváček a Aleš Havlíček. Prvním děkanem fakulty se stal novinář Čestmír Suchý. Jeho následovníky v této funkci byli postupně prof. Miloslav Petrusek, prof. Lubomír Mlčoch, prof. Jan Ámos Víšek, dr. Jakub Končelík, doc. Alice Němcová Tejkalová a dr. Tomáš Karásek.
V počátcích byl jedinou budovou FSV palác Hollar na Smetanově nábřeží, v němž do 70. let působilo Sdružení českých umělců grafiků Hollar (SČUG Hollar) a který později patřil tehdejší Fakultě žurnalistiky. Krátce po vzniku byl k FSV ještě přičleněn obnovený Ústav sociálně-politických věd UK, který získal prostory přímo v Karolinu. Další místnosti přibyly po vzniku Centra pro německá a rakouská studia, které se usídlilo v budově bývalého kláštera sv. Havla v Rytířské ulici.
V roce 1993 došlo k organizačnímu rozčlenění fakulty na instituty, což vedlo ke zrušení stávajících vědeckých pracovišť a současně zdůraznění pedagogického charakteru fakulty. Na FSV byly založeny: Institut komunikačních studií a žurnalistiky, Institut ekonomických studií, Institut sociologických studií a Institut politologických studií. V roce 1994 doplnil fakultní strukturu do její dodnes platné a definitivní podoby institut poslední: Institut mezinárodních studií.

## Vývoj názvu fakulty
- 1960–1965 Institut osvěty a novinářství (ION)
- 1965–1968 Fakulta osvěty a novinářství (FON)
- 1968–1972 Fakulta sociálních věd a publicistiky (FSVP)
- 1972–1990 Fakulta žurnalistiky (FŽ)
- 1990–dosud Fakulta sociálních věd (FSV)[7]

## Současnost
Fakulta sociálních věd nyní funguje ve třech budovách – v paláci Hollar na Smetanově nábřeží, v budově v Opletalově ulici a ve zrekonstruovaném Areálu Jinonice, ke kterému nově přibyla nová budova s multifunkční knihovnou.
Na FSV studuje více než 4 000 studentů.
Fakulta se organizačně člení na 5 institutů, které se dále rozdělují na katedry. V rámci fakulty mají instituty poměrně širokou samostatnost. Tento silný mezičlánek mezi fakultou a jednotlivými katedrami je v českých poměrech zatím ojedinělý, avšak na FSV se ukázal jako velmi efektivní. V čele jednotlivých institutů stojí ředitel, v čele kateder vedoucí.

## Instituty

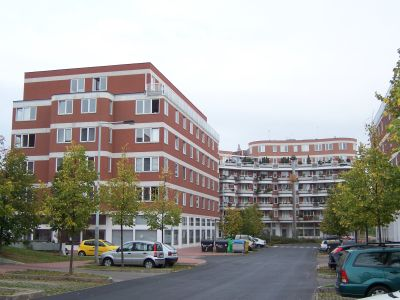
Areál Jinonice je sídlem institutů politologických, sociologických a mezinárodních studií.

### Institut ekonomických studií
Institut ekonomických studií vznikl v květnu 1993 při reorganizaci fakulty z Katedry ekonomie a Institutu ekonomických věd. Ředitelem institutu je doc. PhDr. Adam Geršl, Ph.D. Institut sídlí v budově FSV v Opletalově ulici.
Bakalářské studium je zaměřené na intenzivní výuku matematiky a statisticko-ekonometrických postupů spolu s teoretickými koncepcemi ekonomické vědy. Magisterské studium se potom dělí do tří specializací – ekonomická teorie, evropská ekonomická integrace a hospodářská politika a finance, finanční trhy a bankovnictví.
V rámci IES existují tyto katedry:
- Katedra mikroekonomie a matematických metod (vedoucí prof. Ing. Karel Janda, M.A., Dr., Ph.D.)
- Katedra makroekonomie a ekonometrie (vedoucí prof. Roman Horváth, Ph.D.)
- Katedra institucionální ekonomie (vedoucí doc. PhDr. Julie Chytilová, Ph.D.)
- Katedra financí a kapitálových trhů (vedoucí prof. Ing. Evžen Kočenda, Ph.D., DSc.)
- Katedra evropské ekonomické integrace a hospodářské politiky (vedoucí doc. Petr Janský, Ph.D.)

### Institut komunikačních studií a žurnalistiky
Hlavní náplní práce institutu je vědecká a výzkumná činnost, která se týká komunikace, médií a žurnalistiky.
Institut, který vede PhDr. Jakub Končelík, Ph.D., sídlí v budově Hollar na Smetanově nábřeží 6 v Praze 1. Člení se na následující katedry:
- Katedra marketingové komunikace a PR (vedoucí  Ing. Bc. Petra Koudelková, Ph.D.)
- Katedra mediálních studií (vedoucí prof. MgA. Martin Štoll, Ph.D.)
- Katedra žurnalistiky (vedoucí doc. PhDr. Alice Němcová Tejkalová, Ph.D.)

Pod institut spadá i Centrum pro mediální studia FSV UK (CEMES), Centrum doktorských studií (CDS) a RTL (Rozhlasová a televizní laboratoř).
Na IKSŽ jsou v současné době otevřené tyto obory:
- Mediální studia (bakalářský v kombinované formě)
- Marketingová komunikace a PR (bakalářský)
- Žurnalistika (bakalářský)
- Mediální studia (magisterský)
- Žurnalistika (magisterský)
- Mediální a komunikační studia (doktorský)
- Strategická komunikace (magisterský)
- Media and Area Studies (magisterský v angličtině)

### Institut mezinárodních studií
Institut, který vznikl v roce 1994, se zabývá vědeckou činností dotýkající se zejména moderních dějin a teritoriálních studií. Ředitelem je doc. PhDr. Tomáš Nigrin, Ph.D. Institut sídlí v Areálu Jinonice a člení se na následující katedry:
- Katedra severoamerických studií (vedoucí PhDr. Jan Hornát, Ph.D.)
- Katedra německých a rakouských studií (vedoucí PhDr. Zuzana Lizcová, Ph.D.)
- Katedra ruských a východoevropských studií (vedoucí Mgr. Daniela Kolenovská, Ph.D.)
- Katedra evropských studií (vedoucí Mgr. et Mgr. Eliška Tomalová, Ph.D.)

Na IMS v současnosti existují tyto obory:
- Teritoriální studia (bakalářský)
- Teritoriální studia (bakalářský v kombinované formě)
- Česko-německá studia (bakalářský, double-degree s Univerzitou Regensburg)

- Teritoriální studia (magisterský)
- Německá a středoevropská studia (magisterský, double-degree s Pedagogickou univerzitou v Krakově)
- Balkánská, euroasijská a středoevropská studia (magisterský)
- Mezinárodní teritoriální studia (doktorský)
- Moderní dějiny (doktorský)

IMS také nabízí následující cizojazyčné programy:
- Balkan, Eurasian and Central European Studies (BECES)
- Central European Comparative Studies (CECS)
- Master in Area Studies (MAS)
- Středoevropská komparativní studia (SKS)
- European Politics and Society (EPS) – Vaclav Havel Joint Master Programme
- International Masters in Economy, State and Society (IMESS)

### Institut politologických studií
Institut, vedený PhDr. Petrem Jüptnerem, Ph.D., se soustřeďuje na politologii, mezinárodní vztahy, evropskou integraci a bezpečnostní studia. Sídlí v Areálu Jinonice.
V současnosti se IPS dělí na tři katedry:
- Katedra politologie (vedoucí doc. PhDr. Michel Perottino, Ph.D.)
- Katedra mezinárodních vztahů (vedoucí doc. PhDr. Jan Karlas, M.A., Ph.D.)
- Katedra bezpečnostních studií (vedoucí doc. PhDr. Vít Střítecký, M.Phil., Ph.D.)

Na institutu jsou v současnosti otevřené tyto obory:
- Politologie a mezinárodní vztahy (bakalářský)
- Politologie a veřejná politika (bakalářský, společně s Institutem sociologických studií)
- Politics, Philosophy and Economics (bakalářský v AJ, společně s Institutem ekonomických studií)
- Politologie (magisterský)
- Mezinárodní vztahy (magisterský)
- Bezpečnostní studia (magisterský)
- International Security Studies (magisterský v AJ)
- Geopolitical Studies (magisterský v AJ)
- International Economic and Political Studies (magisterský v AJ)
- Master in International Relations (magisterský v AJ)
- Politologie (doktorský)
- Mezinárodní vztahy (doktorský)

### Institut sociologických studií
Institut vznikl v roce 1993 sloučením bývalé Katedry sociologie a sociální politiky a Ústavu sociálně politických věd FSV. Ředitelem je PhDr. Ing. Petr Soukup, Ph.D. Činností institutu je nejen vzdělávání v oblastech sociologie, sociální antropologie, sociální politiky a veřejné politiky, ale i rozsáhlá výzkumná činnost v těchto oblastech.
ISS zahrnuje dvě katedry:
- Katedra sociologie (vedoucí doc. Mgr. Jakub Grygar, Ph.D.)
- Katedra veřejné a sociální politiky (vedoucí PhDr. Vilém Novotný, Ph.D.)

Na ISS je v současnosti možné studovat tyto obory:
- Sociologie a sociální politika (bakalářský)
- Sociologie se specializací: Sociální antropologie (bakalářský)
- Sociologie se specializací: Studia současných společností (bakalářský)
- Politologie a veřejná politika (bakalářský, společně s Institutem politologických studií)
- Demografie s veřejnou a sociální politikou (bakalářský, společně s Přírodovědeckou fakultou UK)
- Sociologie (magisterský)
- Veřejná a sociální politika (magisterský)
- Veřejná a sociální politika (magisterský, kombinované studium)
- Sociology in European Context (magisterský v angličtině)
- Public and Social Policy (magisterský v angličtině)
- Society, Communication and Media (magisterský v angličtině)
- Sociologie (doktorský, společně se Sociologickým ústavem AV ČR)
- Veřejná a sociální politika (doktorský)
- Sociology (doktorský v AJ)
- Public and Social Policy (doktorský v AJ)

Pod ISS dále spadá vědecké centrum Centrum pro sociální a ekonomické strategie (CESES).

## Další součásti
Kromě pěti institutů tvoří Fakultu sociálních věd také 2 fakultní centra (specializované části pro vědecké informace a výuku jazyků):
- Centrum vědeckých informací – knihovna (CVI – vedoucí PhDr. Irena Prázová, Ph.D.)
- Centrum jazykové a pedagogické přípravy (CJPP – vedoucí Mgr. Lucie Poslušná)

Dále na fakultě funguje děkanát, který tvoří administrativní servis. Funkci tajemníka vykonává Ing. Ondřej Blažek.

### Akademický senát FSV UK
Akademický senát FSV UK má 20 členů, z toho 10 členů za studentskou komoru a 10 členů za pedagogickou komoru. Předsedkyní je Mgr. Magda Pečená, Ph.D., funkci místopředsedů zastává Bc. Jan Volenec. Dalšími členy předsednictva jsou Mgr. Barbora Součková a PhDr. Pavel Szobi, Ph.D. Ve volebním období 2023–2025 pracuje Akademický senát FSV UK v následujícím složení:
| Jméno, příjmení a tituly         | Funkce v AS FSV UK                                 | Komora      | Zvolen(a) za institut | Poznámka                       |
| -------------------------------- | -------------------------------------------------- | ----------- | --------------------- | ------------------------------ |
| Gabriela Bošňáková               |                                                    | studentská  | IES FSV UK            |                                |
| Mgr. Michael Drašar              |                                                    | studentská  | IPS FSV UK            |                                |
| Bc. Magdalena Hynčíková          |                                                    | studentská  | IPS FSV UK            |                                |
| Bc. Tomáš Košek                  |                                                    | studentská  | IMS FSV UK            |                                |
| Ing. Bc. Petra Koudelková, Ph.D. |                                                    | pedagogická | IKSŽ FSV UK           |                                |
| Mgr. Veronika Macková, Ph.D.     | Místopředsedkyně sociální komise                   | pedagogická | IKSŽ FSV UK           |                                |
| Mgr. Magdalena Mouralová, Ph.D.  | Místopředsedkyně studijní komise                   | pedagogická | ISS FSV UK            |                                |
| Bc. Michaela Němcová             |                                                    | studentská  | IMS FSV UK            |                                |
| doc. Michal Parízek, Ph.D.       | Předseda komise pro rozvoj                         | pedagogická | IPS FSV UK            |                                |
| Mgr. Magda Pečená, Ph.D.         | Předsedkyně AS                                     | pedagogická | IES FSV UK            |                                |
| Tomáš Popov                      |                                                    | studentská  | IKSŽ FSV UK           |                                |
| Mgr. Barbora Procházková         | Předsedkyně sociální komise                        | studentská  | ISS FSV UK            |                                |
| Bc. Kristýna Sluková             |                                                    | studentská  | IKSŽ FSV UK           |                                |
| Mgr. Barbora Součková            | Členka předsednictva AS                            | studentská  | IKSŽ FSV UK           |                                |
| PhDr. Jaromír Soukup, Ph.D.      |                                                    | pedagogická | IPS FSV UK            |                                |
| Mgr. Jakub Stauber, Ph.D.        | Předseda legislativní komise                       | pedagogická | IPS FSV UK            |                                |
| PhDr. Pavel Szobi, Ph.D.         | Člen předsednictva AS a předseda ekonomické komise | pedagogická | IMS FSV UK            |                                |
| prof. MgA. Martin Štoll, Ph.D.   | Předseda studijní komise                           | pedagogická | IKSŽ FSV UK           |                                |
| Mgr. Eliška Ullrichová, Ph.D.    |                                                    | pedagogická | IMS FSV UK            | Rezignovala v lednu 2024.      |
| Bc. Jan Volenec                  | Místopředseda AS                                   | studentská  | IPS FSV UK            |                                |
| Mgr. Jitka Wirthová, Ph.D.       |                                                    | pedagogická | ISS FSV UK            | Náhradnice za dr. Ullrichovou. |

## Známí absolventi
- Petr Just – politolog, vedoucí Katedry politologie a humanitních studií na Metropolitní univerzitě Praha
- Bohumil Klepetko – redaktor a moderátor
- Barbora Kroužková – moderátorka
- Jakub Landovský – přednášející na FSV UK, bývalý náměstek ministra obrany, bývalý velvyslanec ČR při NATO
- Václav Moravec – redaktor a moderátor, přednášející na FSV UK a předseda Akademického senátu FSV UK
- Bára Nesvadbová – novinářka, šéfredaktorka Harper's Bazaar
- Tomáš Petříček – bývalý ministr zahraničních věcí České republiky za ČSSD (2018–2021)
- Tomáš Pojar – diplomat, bývalý náměstek ministra zahraničních věcí ČR, současný český velvyslanec v Izraeli (od roku 2010)
- Tomáš Sedláček – ekonom, hlavní makroekonomický stratég ČSOB
- Dominik Stroukal – ekonom, bývalý ředitel Liberálního institutu, hlavní ekonom skupiny Roklen
- Robert Záruba – komentátor ČT a přednášející na FSV UK, obor Žurnalistika
- Pavel Žáček – bývalý ředitel Ústavu pro studium totalitních režimů